# Lisa Eichhorn
Lisa Warren Eichhorn (Glens Falls, 4 februari 1952) is een Amerikaanse actrice, filmproducente en scenarioschrijfster.

## Biografie
Eichhorn heeft een oudere broer en twee halfzussen. Vlak na haar geboorte verhuisde het gezin naar Nassau County (New York) om in 1958 te verhuizen naar Reading (Pennsylvania), waar zij op de high school zat. In haar laatste jaar op deze school volgde zij onderwijs in Svolvær (Noorwegen) in het kader van een uitwisselingsprogramma. Hierna studeerde zij in Kingston (Ontario) (Canada) aan de Queen's University, waar zij tot het besef kwam dat haar hart uitging naar drama en Engels, reden waarom zij deze vakken als hoofdvak koos. Na twee jaar verliet zij deze universiteit om verder te studeren aan het St. Peters College in het Engelse Oxford.
Tijdens haar verblijf aldaar ontmoette zij op een feestje Alan Rickman, die haar overhaalde om auditie te doen voor de Royal Academy of Dramatic Art (RADA), waar zij in 1975 werd toegelaten. Na in 1977 aan de RADA geslaagd te zijn, ging zij meteen aan de slag als actrice in het theater in Hornchurch (Engeland), waar zij in Hamlet de rol van Ophelia vertolkte. Zij maakte naam in Engeland in het theater en op televisie en vertrok vervolgens naar Hollywood om zich te richten op de Amerikaanse markt. Daar speelde zij onder meer op Broadway. In 1993 speelde zij in het toneelstuk Any Given Day en in 1991 in het toneelstuk The Speed of Darkness. Hiernaast heeft zij ook rollen gespeeld in kleinere producties.
Haar werk voor televisie begon in 1979 met de Engelse televisieserie BBC Play of the Month. Hierna speelde zij rollen in televisieseries en films als Yanks, The Wall (1982), The Vanishing (1993) en The Practice (1997).. Voor haar rol in de film Yanks werd zij twee keer genomineerd voor een Golden Globe.
Eichhorn is ook actief als filmproducente en scenarioschrijfster. In 2007 schreef en produceerde zij de film Rigas sargi.

## Filmografie

### Films
Uitgezonderd korte films.
- 2022 - Deus - als moeder
- 2016 - Offensive - als Helen Martin
- 2016 - Le confessioni - als Donna misteriosa
- 2015 - Never Let Go - als Maria Brennan
- 2013 - About Time - als moeder van Mary
- 2011 - Things I Don't Understand – als dr. Anne Blankenship
- 2006 - Cracker – als Jean Molloy
- 2005 - Kenneth Tynan: In Praise of Hardcore – als Mary Mccarthy
- 2000 - Boys and Girls – als passagier
- 1999 - The Talented Mr. Ripley – als Emily Greenleaf
- 1998 - My Neighbor's Daughter – als Jill Cromwell
- 1998 - Judas Kiss – als Mary-Ellen Floyd
- 1998 - Goodbye Lover – als mrs. Brodsky
- 1998 - Diana: A Tribute to the People's Princess – als Rachel
- 1996 - Sticks & Stones – als moeder van Book
- 1996 - First Kid – als Linda Davenport
- 1995 - A Modern Affair – als Grace Rhodes
- 1993 - King of the Hill – als mrs. Kurlander
- 1993 - The Vanishing – als Helene Cousins
- 1992 - Devlin – als Anita Brennan
- 1990 - Nocturne – als de vrouw
- 1990 - Grim and Extreme Prejudice – als Claudia
- 1990 - Moon 44 – als Terry Morgan
- 1986 - Murder in Three Acts – als Cynthia Dayton
- 1986 - Opposing Force – als Casey
- 1986 - Blind Justice – als Carolyn Shetland
- 1984 - Wildrose – als June Lorich
- 1984 - The Weather in the Streets – als Olivia
- 1982 - East Lynne – als Lady Isabel Vane
- 1982 - The Wall – als Rachel Apt
- 1981 - Cutter's Way – als Mo
- 1980 - Why Would I Lie? – als Kay
- 1979 - Yanks – als Jean Moreton
- 1979 - The Europeans – als Gertrude

### Televisieseries
Uitgezonderd eenmalige gastrollen.
- 1997 - The Practice – als Mary Jane Wiggins – 2 afl.
- 1997 - C-16: FBI – als Catherine Hampton – 2 afl.
- 1991 - A Woman Named Jackie – als dr. Jordan – 3 afl.
- 1987 - All My Children – als Elizabeth Carlyle – 2 afl.
- 1983 - Feel the Heat – als Honor Campbell

- Bibliothèque nationale de France: cb13945611g (data)
- Gemeinsame Normdatei: 140912207
- International Standard Name Identifier: 0000 0000 7839 1524
- Library of Congress Control Number: no97030845
- Nationale Bibliotheek van Israël: 987007442120805171
- Système universitaire de documentation: 145018768
- Virtual International Authority File: 24792430
- WorldCat: E39PBJdRwVpRMbc7RfPQ3jtqcP